# بنی لئونارد
بنی لئونارد (انگلیسی: Benny Leonard; ۷ آوریل ۱۸۹۶ – ۱۸ آوریل ۱۹۴۷) بوکسور اهل ایالات متحده آمریکا بود.